# Compagnie aérienne impériale japonaise

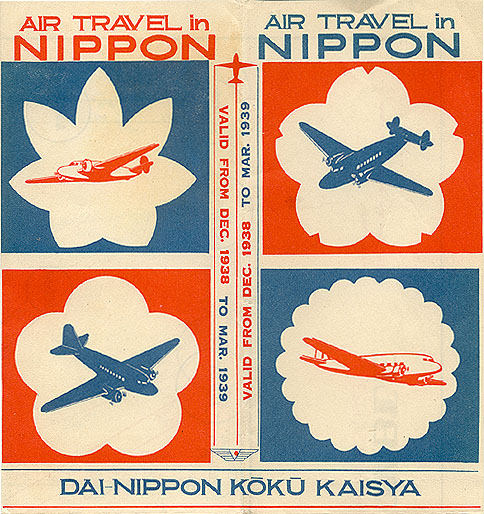
Couverture d'un calendrier de la Compagnie aérienne impériale japonaise.

La Compagnie aérienne impériale japonaise (大日本航空株式会社, Dai Nippon Kōkū Kabushiki Kaisha) est la compagnie nationale de l'empire du Japon de 1938 à la fin de la Seconde Guerre mondiale en 1945. C'est l'ancêtre de Japan Airlines, qui est l'actuelle compagnie aérienne nationale du Japon.

## Histoire
À la suite du déclenchement de la Guerre sino-japonaise (1937-1945), les services aériens de l'Armée et de la Marine impériales japonaises ont un besoin croissant de capacité de transport aérien, alors géré par la compagnie des Transports aériens du Japon, à l'époque déjà connu en Occident sous son nom anglais : Japan Air Transport Corporation. Comme la capacité de cette dernière est limitée, des querelles apparaissent entre l'Armée impériale japonaise et la Marine impériale japonaise au sujet de la priorité des appareils, et le gouvernement réalise la nécessité de créer une compagnie unique disposant d'un monopole total sur le transport aérien. Il achète 50 % de la Japan Air Transport Corporation et renomme l'entreprise Dai Nippon Kōkū (« Compagnie aérienne impériale du Japon ») en décembre 1938. En 1942, la compagnie passe entièrement sous le contrôle de l'État.
À la fin des années 1930, l'entreprise gère un important réseau aussi bien au Japon qu'à l'étranger. Elle est associée à la Compagnie aérienne nationale du Mandchoukouo pour les liaisons entre cet État fantoche et la Corée japonaise. À l'international, elle propose des liaisons avec la Chine, l'Indochine française, les Indes orientales néerlandaises et les Philippines, et est connectée aux compagnies européennes et américaines en Asie du Sud-Est. De futures liaisons sont prévues vers la Thaïlande et la Birmanie et l'Inde britannique mais elles sont annulées en raison du déclenchement de la Seconde Guerre mondiale.
Au sein des territoires contrôlés par le Japon, la compagnie relie le Guandong, la Corée, Taïwan, Karafuto, et Saipan et Palau dans le mandat des îles du Pacifique. Elle organise des liaisons spéciales dans le Pacifique occidental et central avec d'anciens hydravions militaires reconvertis.
Avec le début de la Guerre du Pacifique en décembre 1941, le gouvernement japonais suspend toutes les opérations commerciales de la compagnie, réquisitionnée pour l'usage exclusif des opérations militaires. Elle continue de fonctionner jusqu'à la reddition en août 1945, malgré de fortes pertes d'appareils. Durant l'occupation américaine, les avions et l'équipement restants sont confisqués et l'aviation civile interdite au Japon jusqu'à la création de la Japan Airlines en 1951.

## Flotte
- Mitsubishi Ki-57 « Topsy »
- Mitsubishi Ki-21 « Sally »
- Tachikawa Ki-54 « Hickory »
- Tachikawa LO « Thelma »
- Nakajima Ki-34 « Thora »
- Kawasaki Ki-56 « Thalia »
- Kokusai Ki-59 « Theresa »
- Mitsubishi K3M3-L « Pine »
- Nakajima Ki-6
- Showa/Nakajima L2D2 « Tabby »
- Kawanishi H6K2-L « Mavis »
- Kawanishi H6K4-L « Mavis »
- Kawanishi H8K2-L Seiku « Emily »
- Douglas DC-4